# Amphioplus falcatus
Amphioplus falcatus är en ormstjärneart som beskrevs av Ole Theodor Jensen Mortensen 1933. Amphioplus falcatus ingår i släktet Amphioplus och familjen trådormstjärnor. Inga underarter finns listade i Catalogue of Life.